# Komoot
Komoot ( prononciation [kɔˈmoːt]) est un planificateur d'itinéraire, une application de navigation, mais aussi un réseau social pour les activités de plein air permettant d'enregister des activités sportives via GPS et les partager. Il s'adresse en particulier aux cyclistes (route, VTT, gravel, cyclotourisme...) et aux randonneurs. Le service est disponible via un site Web, une application Android et iOS et de nombreuses intégrations (par ex. g. Garmin, Apple Watch et Wahoo).
La société a été fondée en 2010 par six personnes originaires d'Allemagne et d'Autriche, elle compte 20 millions d'utilisateurs enregistrés en 2021. Cela fait de Komoot la plus grande plate-forme extérieure d'Europe. Komoot est basé à Potsdam et emploie 108 personnes en 2022.
Elle repose sur le système d'information géographique libre OpenStreetMap.
Elle est rachetée en 2025 par la société italienne Bending Spoons.